# Żmija żebrowana
Żmija żebrowana (Vipera aspis) – gatunek jadowitego węża z rodziny żmijowatych (Viperidae).

## Wygląd
Wąż o jasnobrązowym, popielatym, cynamonowym lub szarozielonym umaszczeniu, nieznacznie mniejszy od żmii zygzakowatej. Charakterystyczny, nieco zagięty ku górze pysk.

## Występowanie
Żyje od nizin po góry w zachodniej i południowej Europie – północna i północno-wschodnia Hiszpania, Andora, Francja, Szwajcaria, skrajnie południowo-zachodnie Niemcy, Włochy (wraz z Sycylią i Elbą), Słowenia, prawdopodobnie także Monako i San Marino. Bardzo przywiązana do swego terytorium, praktycznie nigdy go nie opuszcza.

## Rozmnażanie
Jajożyworodność.

## Zagrożenie
Jad żmii żebrowanej przypomina toksycznością jad żmii zygzakowatej. Gad jest łagodny, dość rzadki, zamieszkuje odludne miejsca. Nie stanowi więc wielkiego zagrożenia dla człowieka.

## Podgatunki
Wyróżniono pięć podgatunków V. aspis:
- Vipera aspis aspis
- Vipera aspis atra
- Vipera aspis francisciredi
- Vipera aspis hugyi
- Vipera aspis zinnikeri